# OF-40
L'OF-40 è stato un carro armato da combattimento, progettato dalla ditta italiana OTO Melara alla fine degli anni settanta sulla base del Leopard 1 tedesco e destinato a essere commercializzato sul mercato mediorientale. L'acquirente dei trentanove esemplari costruiti (comprese versioni migliorate o specializzate del carro armato) furono gli Emirati Arabi Uniti: entrarono in servizio con l'esercito locale nel 1981. Il veicolo era armato con un cannone da 105 mm semiautomatico, costruito dall'azienda sul modello pari calibro britannico L7, e con due mitragliatrici da 7,62 mm o da 12,7 mm. Le sospensioni delle sette ruote portanti erano a barre di torsione con ruota motrice posteriore. Pesante oltre 45 tonnellate, era spinto dallo stesso apparato diesel MTU MB 838 da 10 cilindri del Leopard 1, erogante 830 hp; le prestazioni generali erano buone.
In Italia lo scafo del mezzo fu adoperato come base per progetti e proposte varie; di queste, si concretizzarono il semovente contraereo OTOMATIC (rimasto però allo stadio prototipico) e il semovente d'artiglieria Palmaria, anch'esso (come la versione carro armato) da esportazione, che venne esportato in alcuni Paesi.

## Storia

### Sviluppo
Nel corso degli anni settanta l'azienda italiana OTO Melara fabbricò 720 esemplari del carro armato da combattimento Leopard 1, su licenza concessa dalla compagnia Krauss-Maffei nella Germania Ovest. Nel corso del decennio, perciò, fu acquisita una buona dimestichezza con la progettazione e produzione di mezzi corazzati pesanti da battaglia e nacque l'idea, tra i vertici della ditta, di costruire un nuovo carro armato per soddisfare le richieste dei mercati del Vicino e Medio Oriente. Il prototipo era estesamente ispirato al Leopard, fu assemblato con l'aiuto della ditta tedesca e fu battezzato "Leone": forti rimanevano comunque le somiglianze con il veicolo tedesco-occidentale, specie riguardo allo scafo e alla torretta (saldata e con corazzatura spaziata), che comunque non convinsero del tutto per dichiarare il carro pronto all'offerta.. Perciò la OTO Melara riattivò il progetto all'inizio nel 1977, con la partecipazione della FIAT. La disponibilità delle prime macchine fu prevista per il 1980. Come stabilito dal contratto, la FIAT si occupò di fornire il gruppo motore e la trasmissione, mentre la OTO Melara ebbe la responsabilità generale del concepimento del blindato, dell'armamento, delle soluzioni tecniche e così via. Nel 1980 fu pronto il primo prototipo che superò con successo un primo ciclo di collaudi. Fu denominato "OF-40": le due lettere sono le iniziali delle ditte coinvolte e il numero indica il peso in tonnellate a vuoto. Rappresentò il primo carro armato completamente ideato in Italia dalla fine della seconda guerra mondiale, visto che il paese si era affidato all'importazione o produzione su licenza di mezzi tedeschi e statunitensi (principalmente M60 Patton).
L'OF-40 si distinse, nel corso degli anni ottanta, in due versioni; ne fu ricavato anche un carro-recupero. Sullo scafo del carro fu poi basato un progetto di semovente d'artiglieria, il Palmaria, sempre rivolto al commercio estero. Tale veicolo conobbe un successo decisamente maggiore e fu prodotto in oltre 200 esemplari, per lo più acquistati dalla Libia.

### Produzione
Sempre nel 1980 il carro fu proposto sui mercati orientali e un secondo giro di prove fu eseguito per una commissione proveniente dagli Emirati Arabi Uniti, che accolse favorevolmente la macchina e perciò ne ordinò un primo lotto di diciotto esemplari. Qualche anno dopo fu rinnovata la commessa, che comprese altri diciotto carri modificati (detti OF-40 Mod. 2) e tre unità corazzate da recupero. Nel complesso, la OTO Melara fabbricò l'OF-40 dal 1980 al 1985 con alcune pause e totalizzò trentanove esemplari. Dimostrazioni tenute dinanzi alle commissioni di Spagna, Egitto e Grecia, oltre a un test in Thailandia, non si conclusero con esito positivo.

### Impiego operativo
Il primo lotto di OF-40 fu consegnato agli Emirati Arabi nel corso del 1981 e il secondo durante il 1985. Attualmente sono ancora in servizio con l'esercito del paese, ma non si conoscono i dettagli operativi.

## Caratteristiche
In quanto ricavato sulla falsariga del Leopard 1, l'OF-40 ne condivideva la gran parte dei componenti. La costruzione di scafo e torretta era ottenuta completamente mediante saldatura di lastre d'acciaio: la corazzatura era inclinata, soprattutto sul lato frontale, per fornire una migliore protezione balistica. Lo scafo poggiava su un treno di rotolamento composto per lato da sette doppie ruote portanti con battistrada gommato, cinque rulli superiori guidacingolo, una ruota motrice posteriore e una ruota di rinvio anteriore, addetta a regolare la tensione dei cingoli: ciascuna ruota principale era equipaggiata con la propria sospensione a barra di torsione e sia le prime tre, sia le ultime due erano inoltre vincolate ad ammortizzatori idraulici e dispositivi di bloccaggio, allo scopo di ridurne l'escursione verticale durante la marcia. I cingoli adottati, con guida a dente centrale, avevano maglie unite con cerniere in metallo e boccole in gomma e presentava un battistrada a tacchetti gommati; una lamiera spessa 15 mm copriva la parte alta del treno di rotolamento. L'apparato motore, sistemato nel vano posteriore dello scafo, era un diesel a quattro tempi MTU MB 838 Ca M500 a 10 cilindri a V, sovralimentato con turbocompressore ed erogante 830 hp a 2 200 giri al minuto, lo stesso adoperato dal Leopard 1. Era servito da due serbatoi capaci in totale di 1 000 litri di gasolio, incassati ai lati. La coppia generata era trasformata da un apposito convertitore, permettendone il transito nel cambio planetario a quattro marce avanti e due retromarce: ogni marcia era selezionabile tramite sollecitazione elettroidraulica, comandata da una leva al posto di guida. La trasmissione ZF idraulico-meccanica non era collegata direttamente al motore, poiché era frapposta una frizione indipendente: questa aveva lo scopo di facilitare la messa in moto del carro, avviando solo il propulsore senza stressare lo starter anche con la trasmissione. A sua volta, la trasmissione era in contatto con i dischi multipli laterali delle ruote motrici mediante collarini dentati.
Poiché era previsto che l'OF-40 operasse in ambiente desertico o tropicale, l'apparato di raffreddamento ad aria fu particolarmente curato e potenziato, i filtri erano in numero superiore rispetto agli standard occidentali, fu implementata l'aria condizionata per l'equipaggio e impiegati speciali lubrificanti, allo scopo di ridurre al minimo le infiltrazioni di polvere e sabbia nel vano motore.

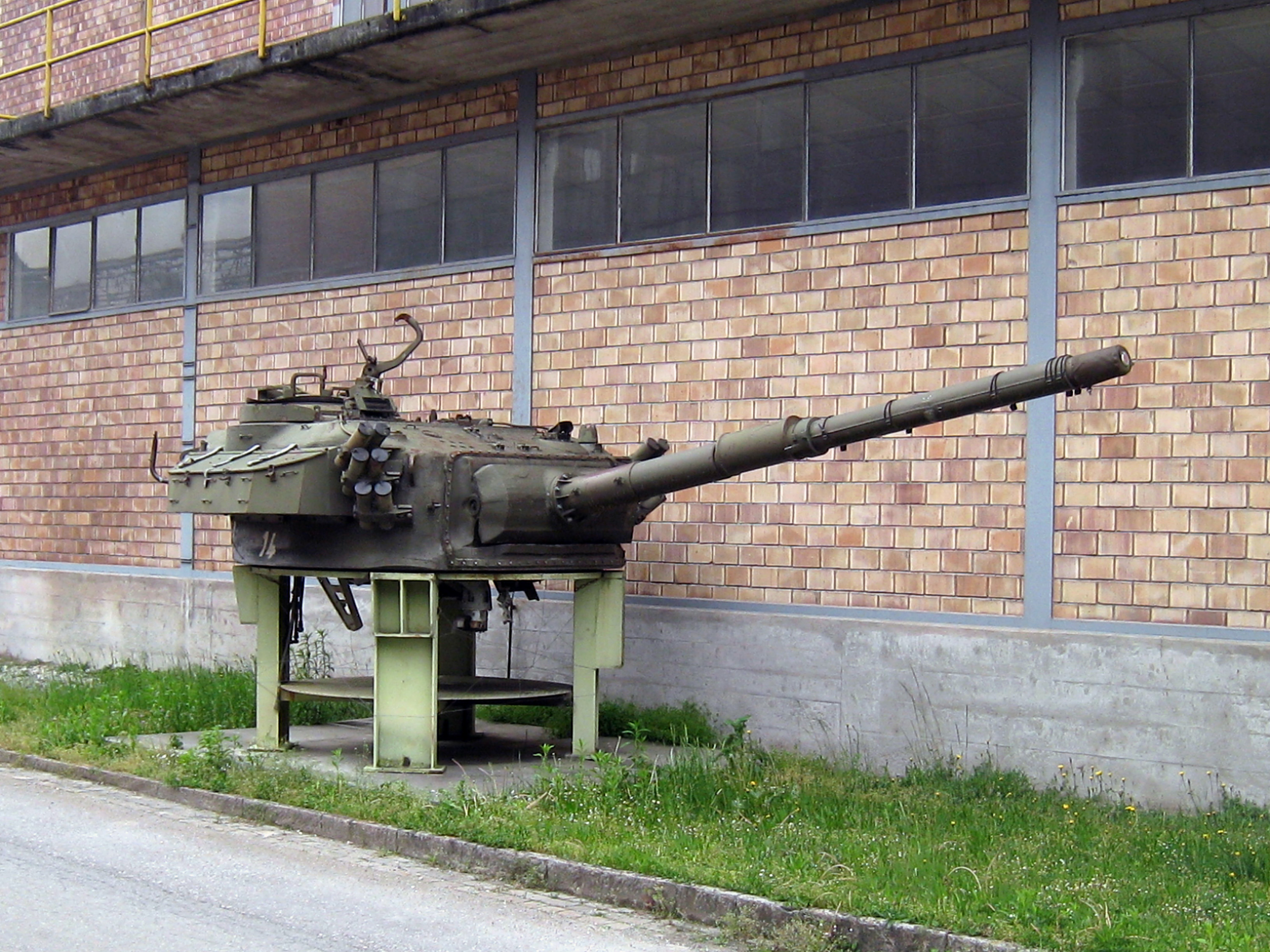
Il Royal Ordnance L7, dal quale fu tratto il cannone OTO Melara da 105 mm che ha armato l'OF-40

La torretta ospitava l'armamento principale, un cannone da 105 mm lungo 52 calibri che la OTO Melara aveva sviluppato dal pezzo britannico Royal Ordnance L7 da 105 mm. Il cannone era ad anima rigata, privo di stabilizzatore, con otturatore a scorrimento verticale verso il basso e recuperatore a molla; poteva sparare tutte le munizioni NATO (alto esplosivo, perforanti, HEAT, HESH, a mitraglia e simili); il caricamento era manuale e lo sparo sia manuale, sia elettrico, con un rateo di fuoco massimo pari a nove colpi al minuto. Tornato in batteria, l'otturatore si apriva ed espelleva il bossolo spento in un contenitore sottostante. L'alzo del cannone (da -9° a +20°) e il brandeggio della torretta erano asserviti a un sistema elettroidraulico, che consentiva di coprire l'intero orizzonte in 17 secondi e 7° d'alzo per secondo: esso era di norma adoperato dal cannoniere ma, in caso di necessità, il capocarro poteva subentrare e dirigere caricamento e sparo del pezzo. La dotazione offensiva era completata da due mitragliatrici da 7,62 mm o 12,7 mm a scelta: una coassiale al cannone, la seconda montabile su un supporto posto dinanzi al portellone del comandante. La punteria consisteva in un mirino telescopico fornito dalle Officine Galileo, l'OG14 da otto ingrandimenti da utilizzarsi per la mitragliatrice coassiale e le granate HEAT, HESH e APDS; era accoppiato a un telemetro laser Alenia VAQ-33 graduato da 400 a 9 995 metri e a un calcolatore balistico elettronico. Il carro disponeva infine di due gruppi da quattro mortai lanciafumogeni l'uno, inchiavardati con alzo fisso ai lati posteriori della torretta e operabili tramite comando elettrico. La riserva di bordo contava cinquantasette granate, delle quali quindici di pronto uso e sistemate in una rastrelliera fissata al cesto rotante della torre, le altre quarantadue stivate nello scafo frontale sinistro. Inoltre erano trasportabili fino a 5 700 cartucce per le mitragliatrici.
L'equipaggio era formato da quattro uomini e godeva di un impianto interfono: nello scafo anteriore destro trovava posto il pilota, che per la visione esterna usufruiva di tre periscopi in incamiciatura corazzata. All'occorrenza, quello centrale era sostituibile con un visore notturno a infrarossi Alenia. Egli accedeva al proprio posto attraverso un portello che si apriva verso sinistra e disponeva di un portello di fuga ovale, ricavato nel pavimento. In torretta trovavano posto il comandante (destra anteriore), il cannoniere (destra posteriore) e il caricatore (sinistra), che accedevano al mezzo dal portello del capocarro aprentesi verso il retro; il seggiolino di questi era elevabile tramite un sistema idraulico e si poteva abbassare rapidamente premendo un pedale. Al posto della cupola, sul tetto erano stati fissati 8 periscopi, dei quali uno qualsiasi poteva essere rimpiazzato da un visore notturno Alenia; a disposizione esclusiva del comandante si trovava inoltre un visore stabilizzato diurno/notturno, prodotto dalle Officine Galileo in collaborazione con la ditta SFIM francese: dotato anche di un risolutore d'immagine per la notte, permetteva al capocarro di localizzare un bersaglio e passare i dati di rilevamento al cannoniere o, volendo, ingaggiarlo di persona. Il cannoniere usufruiva di un visore telescopico articolato Alenia C215 da 8 ingrandimenti e con fuoco ampio 7,5°, fissato a un supporto M114 che era solidale all'affusto, mentre il caricatore aveva due periscopi fissi, rivolti uno in avanti e l'altro a sinistra; nel tetto sopra il suo seggiolino v'era un portello circolare, che si apriva verso il retro.
La sopravvivenza dell'equipaggio era garantita, oltre che dalle corazzature, anche da un sistema antincendio e dal complesso di protezione NBC. Il primo constava di una serie di bombole, ripiene di un agente chimico, poste nella camera di combattimento; mediante sottili condotte, esse erano collegate a diversi ugelli vaporizzatori distribuiti nel vano motore: in caso d'incendio, il sistema s'attivava alla temperatura di 180 °C. Tra il posto del pilota e lo spazio di stoccaggio delle munizioni era sito il sistema sovrapressurizzato NBC. Una grossa ventola aspirava aria fresca dall'esterno e la indirizzava in un filtro, dove si raccoglievano le particelle più grandi di natura chimica, biologica o nucleare; questi scarti erano continuamente eiettati dal carro mediante una seconda ventola, di modo che il raccoglitore nel gruppo NBC non si intasasse.
Nel complesso, l'OF-40 pesava 45,50 tonnellate in assetto da combattimento; la lunghezza fuori tutto (compreso il cannone) arrivava a 9,222 metri, quella del solo scafo a 6,893 metri. L'altezza era pari a 2,450 metri e la larghezza misurava 3,510 metri. Il mezzo raggiungeva una velocità massima su strada di 60 km/h e l'autonomia sulla stessa superficie era di 600 chilometri. La mobilità e la manovrabilità erano eccellenti: riusciva ad affrontare fossati larghi fino a 3 metri, gradini alti sino a 1,10 metri, guadi di 1,20 metri senza preparazione. Le capacità anfibie aumentavano a 2,25 metri con l'impiego di un sistema idraulico d'immersione; se a esso era poi aggiunto uno snorkel, il carro era capace di superare tratti sommersi profondi fino a 4 metri. In questi casi erano attivate due pompe di sentina ad alimentazione elettrica, una nel vano motore e una nella camera di combattimento, ciascuna in grado di espellere 120 litri d'acqua al minuto. Era anche capace di gestire gradienti del 60% e pendenze del 30%.

## Versioni

### OF-40 Mod. 1
Modello base, descritto nel paragrafo precedente, la cui designazione è retroattiva.

### OF-40 Mod. 2
Questa versione comprende tutti i diciotto carri del secondo lotto richiesto dagli Emirati Arabi Uniti. Rispetto alla versione base, il sistema di mira disponeva di un mirino telescopico OG14 L2A da 8 ingrandimenti, di uno stabilizzatore per il cannone da 105 mm e di sensori per la velocità del vento, la temperatura del propellente delle granate e la temperatura ambientale. Il periscopio del comandante, regolabile per la visione diurna o notturna, era auto-stabilizzante e veniva asservito alla bocca da fuoco durante le operazioni di sparo; anche il cannoniere ebbe una più ricca dotazione, poiché ebbe un apparato di osservazione da 7 e 14 ingrandimenti che incorporava un mirino telescopico da 8 ingrandimenti e un telemetro laser, coassiali al pezzo. Infine, sul lato destro esterno del mantelletto fu installata una telecamera LLLTV, il cui monitor fu sistemato nella torretta. Gli OF-40 Mod. 1 furono portati a questi standard una volta che la consegna del secondo lotto fu completata.

### OF-40 Mod. 2A

Il prototipo dell'OF-40 Mod. 2A

Alla fine degli anni ottanta il progetto dell'OF-40 risultò sempre meno competitivo a causa dell'armamento, che a livello internazionale si era stabilizzato su pezzi da 120 mm e così venne proposta una versione equipaggiata con un'arma di quel calibro, da inserire in una torretta allargata molto simile a quella del carro Ariete, in progettazione. Tra gli altri miglioramenti furono previste modifiche minori allo scafo, un apparato motore sovralimentato da 1.000 hp, un cambio completamente automatico a trasmissione elettroidraulica (quattro marce avanti, due retromarce), un sistema di raffreddamento ad acqua con due radiatori raffreddati ad aria, con ventilatori a controllo termostatico progettati per le condizioni del deserto; per ridurre il rilevamento agli infrarossi l'aria di raffreddamento era miscelata con i gas di scarico ed espulsa ai lati dello scafo posteriore. L'esistenza di tale macchina venne annunciata nel 1993 e la OTO ne assemblò un prototipo parziale, ma il progetto non riscosse il successo sperato e lo sviluppo venne arrestato nel 1997.

## Derivati
L'OF-40 funse da base per diversi progetti alternativi.
- Su commessa degli Emirati Arabi fu disegnato un veicolo corazzato da recupero, equipaggiato con una gru girevole, un argano e una pala anteriore da bulldozer. Lo scafo, privo della torretta, era sormontato da una casamatta corazzata che ospitava l'equipaggio, ridotto a tre uomini; sul pianale posteriore v'era spazio per un motore MTU di riserva. La meccanica rimase uguale al modello base e furono conservati sia una mitragliatrice da 7,62 mm, sia un gruppo di lanciafumogeni, fissato al lato destro della sovrastruttura. Ne furono prodotti tre esemplari.[6]
- Fu proposta, senza seguito, la creazione di un semovente antiaereo con una coppia di cannoni da 35 mm in torretta, opportunamente modificata.
- Un secondo progetto di semovente antiaereo si concretizzò nell'OTOMATIC, spinto da un diverso motore e dotato di una torretta rivista per accogliere il pezzo Otobreda 76/62. Non è però stato accettato in servizio.
- Infine fu sviluppato il semovente Palmaria, armato di un cannone-obice da 155 mm installato in torretta girevole. Conobbe una produzione e successo maggiori del suo predecessore.[4]